# Râul Vulcez
Râul Vulcez este un curs de apă, afluent al râului Mureș. 

## Hărți
- Harta județului Hunedoara